# Symphony of Destruction
«Symphony of Destruction» (в переводе с англ. — «Симфония разрушения») — песня американской трэш-метал-группы Megadeth, дебютный сингл с их пятого студийного альбома Countdown to Extinction. Текст песни раскрывает гипотетическую ситуацию, в которой обычный гражданин становится во главе государства, в действительности ведомого теневым правительством. Написанная фронтменом группы Дэйвом Мастейном, «Symphony of Destruction» получила большой успех в хит-парадах, став одним из самых известных треков Megadeth.

## Музыкальное видео
В видеоклипе показаны люди, протестующие против своего нового лидера. В то время, когда Мастейн поёт слова «Before the head explodes» («Перед тем, как голова взорвется»), этого лидера убивают.

## Значение
В марте 2023 года группа авторов американского издания Rolling Stone включила титульную песню в список «100 величайших хеви-метал песен всех времён». В этом рейтинге она заняла 45-ю позицию, заметку о ней составил Хэнк Штимер.

## Кавер-версии
«Symphony of Destruction» была перепета следующими группами и исполнителями:
- Группой Alghazanth.
- Шведский коллектив Arch Enemy перепел эту песню для диска «High Voltage!» журнала Kerrang, на который вошли 25 каверов групп, повлиявших на современных исполнителей.
- Пол Ди’Анно исполнил эту композицию для своего альбома Living Dead.
- Группой Emil Bulls (концертная версия).
- Финская группа Nightwish включила живую версию «Symphony of Destruction» в свой сингл «The Siren».
- Группой Nine Inch Nails был сделан ремикс под названием «Gristle mix».

## Список композиций
1. «Symphony of Destruction» — 4:02
2. «Peace Sells» (концерт)1

1 — записано на концерте тура Clash of the Titans в Лондоне в октябре 1990 года.

## Участники записи
- Дэйв Мастейн — ритм-гитара, вокал
- Марти Фридмен — соло-гитара, бэк-вокал
- Дэвид Эллефсон — бас-гитара, бэк-вокал
- Ник Менца — барабаны, бэк-вокал

## Позиции в чартах
| Chart (1992)                       | Peak position |
| ---------------------------------- | ------------- |
| ARIA                               | 58            |
| Canada Top Singles (RPM)           | 91            |
| Suomen virallinen lista            | 12            |
| Ирландия (IRMA)                    | 14            |
| Новая Зеландия (Recorded Music NZ) | 15            |
| Великобритания (OCC UK Singles)    | 15            |
| США (Billboard Hot 100)            | 71            |
| США (Billboard Mainstream Rock)    | 29            |